# Březí (Malečov)
Březí (německy Prestl) je malá vesnice, část obce Malečov v okrese Ústí nad Labem. Nachází se asi 1,5 kilometru severně od Malečova. Březí leží v katastrálním území Březí u Malečova o rozloze 2,69 km².

## Historie
V zakládací listině litoměřické kapituly z roku 1057 je ve výčtu majetků, které kníže Spytihněv II. věnoval nově vzniklé kapitule, uvedena i lokality Breza, která  bývá některými odborníky ztotožňována s Březím a zmíněné datum bývá uváděno jako nejstarší písemná zmínka o vesnici. Existuje i řada názorů přiklánějících se k jiným interpretacím této lokality. Podobně v listině z roku 1188, v níž kníže Bedřich potvrdil johanitům některé majetky, je zmíněno i osm vsí (Svádov, Kojetice, Horní Zálezly, Pohoří, Tašov, Proboštov, Ploskovice a Breznec – Březí), které Johanitům odkázal velmož Hroznata z Peruce za vlády Bedřichova předchůdce Soběslava II., z nichž Breznec bývá také identifikován jako Březí. V roce 1337 darovalo pražské biskupství Březí společně s jinými vesnicemi roudnickým augustiniánům, v jejichž majetku byla vesnice zmíněna i o rok později. V roce 1355 byla v držení děčínské větve Vartenberků na panství Velké Březno. Od roku 1548 patřila Jiřímu Rudolfu ze Salhausenu, od roku 1680 bylo Březí v majetku panství Ploskovice.
Březí bylo do roku 1961 samostatnou obcí, k níž patřila severně položená osada Černičky, dnes již zcela zaniklá. Mezi lety 1868 a 1930 je ve statistických a soupisových dokumentech eváděn německý název obce Presei, indikační skica obce Březí uvádí název Presey. 

## Obyvatelstvo
Při sčítání lidu v roce 1921 zde žilo 217 obyvatel (z toho 108 mužů), z nichž bylo deset Čechoslováků a 207 Němců. Všichni se hlásili k římskokatolické církvi. Podle sčítání lidu z roku 1930 měla vesnice 215 obyvatel: sedm Čechoslováků a 208 Němců. Kromě tří členů církve československé byli římskými katolíky.
|                                                                               | 1869 | 1880 | 1890 | 1900 | 1910 | 1921 | 1930 | 1950 | 1961 | 1970 | 1980 | 1991 | 2001 | 2011 |
| ----------------------------------------------------------------------------- | ---- | ---- | ---- | ---- | ---- | ---- | ---- | ---- | ---- | ---- | ---- | ---- | ---- | ---- |
| Obyvatelé                                                                     | 231  | 203  | 225  | 257  | 241  | 217  | 215  | 96   | 65   | 82   | 92   | 81   | 81   | 99   |
| Domy                                                                          | 31   | 32   | 36   | 38   | 38   | 38   | 40   | 41   | —    | 20   | 22   | 21   | 32   | 33   |
| Počet domů z roku 1961 je zahrnut v celkovém počtu domů místní části Malečov. |      |      |      |      |      |      |      |      |      |      |      |      |      |      |